# Слободян Олег Олександрович
Олег Олександрович Слободян (нар. 3 жовтня 1996) — український футболіст, півзахисник ФК «Оболонь» (Київ). Разом з київським клубом пройшов шлях від аматорського чемпіонату України до Української Прем'єр-Ліги.

## Кар'єра гравця
Вихованець «Зміна-Оболонь». Дорослу футбольну кар'єру розпочав 2013 року в складі «Оболонь-Бровар», який виступав в аматорському чемпіонаті України (7 матчів). На професіональному рівні дебютував 14 липня 2013 року в домашньому поєдинку 1-о туру Другої ліги проти миколаївської «Енергії». Олег вийшов на поле на 83-й хвилині, замінивши Дениса Маринчука. Дебютним голом у дорослому футболі відзначився 16 серпня 2014 року на 88-й хвилині (реалізував пенальті) переможного (3:0) домашнього поєдинку 4-о туру Другої ліги проти макіївського «Макіїввугілля». Слободян вийшов на поле на 75-й хвилині, замінивши Василя Продана. За підсумками сезону допоміг «пивоварам» посісти друге місце в Другій лізі та вибороти путівку до Першої ліги. У першій частині наступного сезону зіграв 8 матчів у Першій лізі та 2 поєдинки у кубку України, потім отримав травму п'яти, переніс операцію, через що був поза футболом протягом трьох місяців. До тренувань у загальній групі повернувся в середині серпня 2016 року. Проте й без участі Олега «Оболонь-Бровар» за підсумками сезону стала бронзовим призером Першої ліги. У середині червня 2018 року підписав з клубом новий 3-річний контракт.

## Особисте життя
Батько, Олександр Слободян, почесний президент клубів «Оболонь-Бровар» та «Оболонь-Бровар-2».
Брат, Вадим Слободян, колишній футболіст київської «Оболоні».

## Досягнення
«Оболонь-Бровар»
- Перша ліга чемпіонату України
  -  Бронзовий призер (1): 2015/16

- Друга ліга чемпіонату України
  -  Срібний призер (1): 2014/15